# Charles d'Amondans de Tinseau
Charles de Tinseau d'Amondans, né le 19 avril 1748 à Besançon et mort le 21 mars 1822 à Montpellier, est un officier et mathématicien français qui se signala par son attachement à l'Ancien Régime et sa haine des idées révolutionnaires.

## Biographie
Charles de Tinseau entra comme élève à l'École royale du génie de Mézières en 1769, et s'y illustra comme un des meilleurs élèves de Gaspard Monge. Encouragé par son professeur, il rédigea un essai sur l'analyse appliquée à la géométrie des surfaces, consacré principalement aux surfaces gauches et aux surfaces réglées, suivi d'un essai sur le calcul différentiel et d'un traité de mécanique céleste (1772). En 1783, il est en garnison à Salins-les-Bains, où Monge le met en relation avec Sylvestre-François Lacroix.
Partisan acharné de la monarchie absolue, de Tinseau combattit dans les rangs des Émigrés, puis participa à diverses tentatives pour créer des soulèvements en province jusque sous le Consulat. Rallié un temps à l'Empire, il trahit Napoléon en livrant des renseignements importants aux armées coalisées en 1813. Il s'exila en Angleterre et ne revint en France qu'à la Restauration.